# اچ‌ام‌اس گری (۱۹۰۵)
اچ‌ام‌اس گری (۱۹۰۵) (به انگلیسی: HMS Garry (1905)) یک کشتی بود. این کشتی در سال ۱۹۰۵ ساخته شد.